# Anthurium radicans
Anthurium radicans é uma espécie de  planta do gênero Anthurium e da família Araceae.
Anthurium radicans atualmente pertence à sec.
Urospadix. Apresenta pequenas inflorescências com espatas ovoides pendentes próximo ao chão, suas flores são excepcionalmente distintas por apresentarem estiletes alongados e estames filamentosos. 

## Forma de vida
É uma espécie terrícola e herbácea.

## Descrição
Terrestre, caule rastejante, rizomatoso, coberto por catafilo; raízes claras suculentas; catáfilos de cor ferrugíneos, persistentes, membranáceo; pecíolo 2,5–5 cm compr., verde, rosado na base; genículos mais escuros que o pecíolo; lâmina ovada, base cordada, ápide agudo, nervuras impressas na face adaxial e proeminente na abaxial; lâmina fortemente discolor. Inflorescência com espádice ovóide, pendente próximo ao chão; flores com estiletes alongados e estames filamentosos.

## Conservação
A espécie faz parte da Lista Vermelha das espécies ameaçadas do estado do Espírito Santo, no sudeste do Brasil. A lista foi publicada em 13 de junho de 2005 por intermédio do decreto estadual nº 1.499-R.

## Distribuição
A espécie é endêmica do Brasil e encontrada no estado brasileiro de Bahia.
A espécie é encontrada no domínio fitogeográfico de Mata Atlântica, em regiões com vegetação de floresta ombrófila pluvial.